# Zonsverduistering van 30 augustus 1905

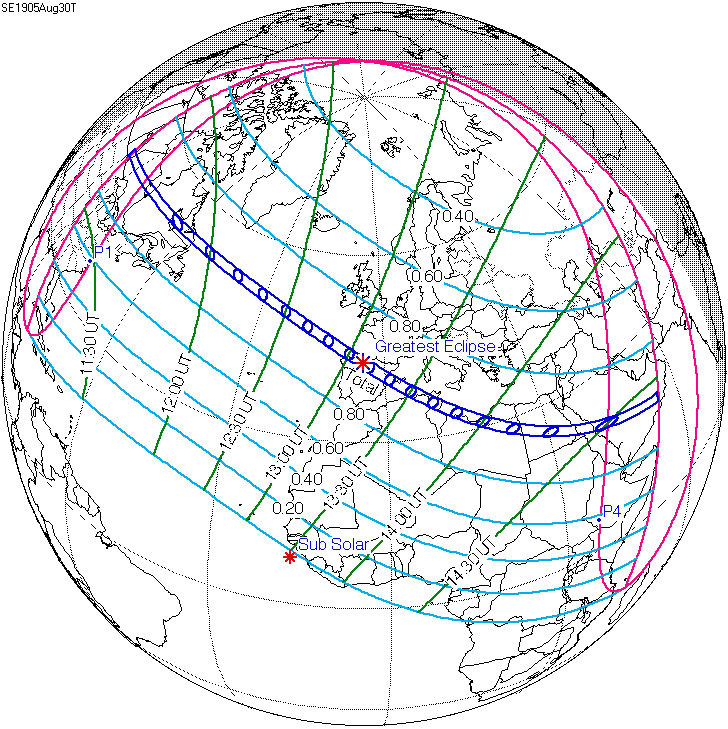
De zonsverduistering was te zien tussen de blauwe lijnen.

De totale zonsverduistering van 30 augustus 1905 trok veel over zee, maar was achtereenvolgens te zien in deze dertien gebieden:
- Canada (4) : Manitoba, Ontario, Quebec en Labrador
- Europa (1) : Spanje
- Afrika (5) : Algerije, Tunesië, Libië, Egypte en Noord-Soedan
- Azië (3) : Saoedi-Arabië, Jemen en Oman

## Lengte

### Maximum
Het punt met maximale totaliteit lag in Spanje tussen de plaatsen Espinosa de Villagonzalo en Naveros de Pisuerga en duurde 3m46,1s.

### Limieten
| Fenomeen                    | Code | Tijdstip UTC  |
| --------------------------- | ---- | ------------- |
| Eerste contact bijschaduw   | P1   | 10:37:23.1 UT |
| Eerste contact kernschaduw  | U1   | 11:40:11.5 UT |
| Kernschaduw compleet vanaf  | U2   | 11:42:23.3 UT |
| Bijschaduw compleet vanaf   | P2   | Niet          |
| Maximum eclips              | GE   | 13:07:20.5 UT |
| Bijschaduw compleet t/m     | P3   | Niet          |
| Kernschaduw compleet t/m    | U3   | 14:32:28.0 UT |
| Laatste contact kernschaduw | U4   | 14:34:43.4 UT |
| Laatste contact bijschaduw  | P4   | 15:37:21.9 UT |